# Medier i Japan
Medier i Japan utgörs främst av dagspress, TV, radio och Internet/webbplatser.

## Internet
Japan är idag ett av världens mest avancerade länder när det gäller utveckling av IT-tjänster och användning av internet och mobila tjänster, I Japan har av japans drygt 50 miljoner hushåll 99% tillgång till bredband. De mest populära sajterna är Yahoo!, Google, YouTube och FC2. Många japaner upptäckte tidigt fördelen med det digitala och började redan i slutet av 90-talet att utnyttja texttjänster och e-post i sina mobiltelefoner. I japan finns det fem mobiloperatörer som har egna nät. NTT DoCoMO är störst med ca 40 % av abonnenterna. Företaget ägs idag till en tredjedel av japanska staten medan resten ägs av NTT (Nippon Telegraph and Telephone). Bolaget var tidigare ett statligt monopolföretag men privatiserades 1985.

## Television
Japaner ägnar mycket tid åt jobb, läsning och TV-tittande enligt statistiken. Television och Tidningar har störst inflytande på japanerna och dominerar andra medier som radio. Tidningsläsning har länge varit dominerande men på senare tid har Tv-tittande blivit allt mer populärt och man räknar med att japaner tittar på tv i genomsnitt 4 timmar per dag. Det finns runt 130 kommersiella bolag som distribuerar flera hundra kanaler via digitala marksändningar, kabel och satellit. Det finns Fem stora nätverk som dominerar när det gäller de nationella kanalerna. Störst är Fuji Television Network som ägs av Fuji Media Holdings.  De privata TV-kanalerna har ofta kopplingar till stora tidningsföretag. 

### NHK (Nihon Hoso Kyokai)
NHK är det japanska public service bolaget. Den finansieras via tv licens och sänder ut både radio och tv utan reklam. Nyhetsprogram utgör nära hälften av NHK:s sändningar i både TV och radio, medan de stora reklamfinansierade bolagen mest sänder underhållning.

## Dagspress
I Japan finns flera stora dagstidningar. De viktigaste är de rikstäckande Yomiuri Shimbun, Asahi Shimbun, Nihon Keizai Shimbun, Mainichi Shimbun, och dessa är alla skrivna på japanska. I japan finns även i de stora tidningshusen en avdelning som publicerar engelskspråkig upplaga. Bland engelskspråkig press är Japan Times och Daily Yomiuri de som har störst inflytande. Tidningsläsningen i Japan är den högsta i världen även om den på senare tid minskat på grund av andra mediers utveckling. Fem nationella dagstidningar dominerar och har en sammanlagd upplaga på närmare 50 miljoner ex. De stora tidningarna utkommer också i kvällsupplagor och gör även regionala variationer för de större städerna. I japan säljs 90 % av dagstidningarna genom prenumeration.

## Radio
På grund av statlig reglering har Japan ett relativt litet antal radiostationer. Japan har också en jämförelsevis liten del av antal radiolyssnare jämfört med de flesta andra utvecklade länder samt länder i det området runt omkring. Detta är på grund av flera faktorer, bland annat kulturella skillnader i synen på radio och det faktum att det är ett allmänt ointresse i mediet bland yngre publik jämfört med andra medier, särskilt TV.

### Publik radio från NHK
- NHK Radio 1: Huvudkanal, AM
- NHK Radio 2: Utbildning, AM
- NHK-FM: Musik, FM

### Reklamfinansierad radio
- Japan Radio Network (JRN): AM
- National Radio Network (NRN): AM
- JFN|Japan FM Network (JFN): FM
- Japan FM League (JFL): FM
- MegaNet: FM

## Lagar och regler
2015 ändrade Japan sin inställning till huruvida vad medier får rapportera om och skärpt reglerna ytterligare. Detta fick skarp kritik från FN som uttryckte en oro över riktningen av självständiga medier i Japan.
Konstitutionen garanterar yttrande- och tryckfrihet, däremot praktiseras i viss utsträckning självcensur som har sin grund i systemet med kisha kurabu, en sorts pressklubbar där journalister och representanter för myndigheter och politiska ledningsorgan träffas. Endast journalister från etablerade medier tillåts vara medlemmar och reportrar som skriver kritiskt har blivit uteslutna. Vid exempelvis de officiella presskonferenserna efter tsunamin 2011 var frilansare och reportrar från utländska medier utestängda.
Påståenden om medias partiskhet i japanska tidningar och i massmedia ses ofta på bloggar och höger lutande Internetforum, där "massmedia" ( Masu-komi på japanska) är ofta kallas "mass skräp" ( masu- Gomi ).  Under an demonstration 2010 i Tokyo bars skyltar med just "mass skräp" ( masu- Gomi ) som tag. 